# B-2 (潜水艦)
|          |                                                 |
| 艦歴     |                                                 |
| 発注     |                                                 |
| 起工     | 1905年8月30日                                   |
| 進水     | 1906年9月1日                                    |
| 就役     | 1907年10月18日                                  |
| 退役     | 1919年12月12日                                  |
| その後   | 標的艦として海没処分                            |
| 除籍     | 1919年12月12日                                  |
| 性能諸元 |                                                 |
| 排水量   | 145トン                                         |
| 全長     | 82 ft 5 in (25 m)                               |
| 全幅     | 12 ft 6 in (3.8 m)                              |
| 吃水     | 10 ft 7 in (3.2 m)                              |
| 機関     | ガソリンエンジン、電動モーター、250 hp、1軸推進 |
| 最大速   | 水上 9ノット (17 km/h) 水中 8ノット (15 km/h)   |
| 乗員     | 士官、兵員10名                                  |
| 兵装     | 18インチ魚雷発射管2門                           |

B-2 (USS B-2, SS-11) は、アメリカ海軍の潜水艦。B級潜水艦の2番艦。当初の艦名はカトルフィッシュ (USS Cuttlefish) であった。

## 艦歴
カトルフィッシュは1905年8月30日にマサチューセッツ州クインシーのフォアリバー造船所で起工した。1906年9月1日にエリナー・ガウ（J・L・ガウ中佐の娘）によって命名、進水し、1907年10月18日に艦長E・J・マーカート大尉の指揮下就役する。カトルフィッシュは大西洋艦隊、第2潜水小艦隊に配属された。
カトルフィッシュは大西洋岸沿いに作戦活動に従事、航行実験および機械設備の試験や訓練演習を行った後、1909年11月30日にチャールストン海軍工廠で予備役となる。1910年4月15日に再就役し、大西洋水雷艦隊と共に活動、1911年5月9日にチャールストン海軍工廠で予備役水雷グループ入りする。1911年11月17日に B-2 と改名された。
B-2 は1912年12月4日まで予備役のまま保管され、12月6日にバージニア州ノーフォークに牽引、給炭艦エイジャックス (USS Ajax, AC-14) に積み込まれフィリピンに運ばれる。1913年4月30日にルソン島のカヴィテに到着し、5月12日にエイジャックスの艦上から進水、8月2日に再就役しアジア艦隊水雷小艦隊に配属され活動した。1919年12月12日、B-2 はカヴィテで退役し、標的艦として海没処分された。